# Siemisław
Siemisław, Siemosław – staropolskie imię męskie, złożone z członów Siemo(i)- (psł. *sěmьja ma m.in. znaczenia „rodzina, ród; czeladź, służba, własność”) i -sław („sława”). Imię to wyraża życzenie sławy w przestrzeni rodzinnej. 
Przez pewien okres imię to było błędnie odczytywane jako Ziemosław lub Ziemisław.
Siemisław, Siemosław imieniny obchodzi 13 października i 25 grudnia.
Występuje odpowiednik tego imienia w języku słowackim i językach południowosłowiańskich (Sěmislavъ). W tych ostatnich odnotowano też żeński odpowiednik tego imienia, tj. formę Sěmislava.